# Alves Palma
José Alves Palma (Cajuru, 4 de novembro de 1892 —  c. 1952) foi um político brasileiro. Exerceu o mandato de deputado federal constituinte por São Paulo em 1946.

## Início da Vida e Trajetória Política
Filho de Mariana Alves F. Palma e José Vieira de Andrade Palma, José Alves Palma se formou em direito e se elegeu como deputado federal pelo estado de São Paulo no ano de 1934, pelo Partido Republicano Paulista (PRP), assumindo seu mandato apenas em maio do ano seguinte, 1935, e exercendo-o até o mês de novembro de 1937, quando o surgimento do Estado Novo anulou todos os órgãos legislativos do Brasil. 
Em dezembro do ano 1945, Palma se elegeu como deputado pelo estado de São Paulo, à Assembleia Nacional Constituinte, pelo Partido Social Democrático (PSD), assumindo seu posto em fevereiro de 1945. Participou de trabalhos constituintes e se tornou integrante das comissões permanentes da área de Agricultura e Política Rural e de Legislação Social da Câmara dos Deputados, isso devido à nova Carta (1946) e às mudanças da Assembleia em Congresso ordinário. 
Já em janeiro do ano 1948, foi favorável à cassação de mandato dos parlamentares comunista. Palma permaneceu em seu posto até 1951. 
Enquanto isso, em 1950 e 1954, novamente, candidatou-se a deputado federal por São Paulo. Da primeira vez, pela legenda do PSD, já na segunda, na legenda de uma aliança entre o PSD e o Partido Republicano (PR), conquistando em ambas as situações apenas uma suplência. 